# Oplevelse
Oplevelse er en betegnelse for det, at noget fremtræder for bevidstheden. Det kan for eksempel være en indre eller ydre begivenhed, man registrerer. Ofte sættes der lighedstegn mellem oplevelse og bevidsthed, så den grundlæggende betydning af ordet bevidsthed er det at opleve noget. Det modsatte af at opleve er derfor at være bevidstløs, i koma eller død.

## Filosofi og videnskab
Begrebet oplevelse spiller en stor rolle i moderne bevidsthedsfilosofi. Begrebet er især centralt i fænomenologien, der kan forstås som læren om, hvordan man oplever fænomener. Den moderne fænomenologi blev især grundlagt af filosoffen Edmund Husserl og kan også begribes som en filosofisk videnskab om menneskets oplevelse. Fænomenologisk refererer oplevelse således til den subjektive og bevidste erfaring af verden, som den opfattes af et individ. Det drejer sig om, hvordan vi fortolker og giver mening med vores fornemmelser, tanker og følelser, og former vores unikke forståelse af virkeligheden. Dette perspektiv understreger umiddelbart førstepersonssynspunktet og fokuserer på den rige og komplekse natur af vores bevidste levede oplevelser. For Husserl gav studiet af subjektiv oplevelse dog adgang til noget objektivt, idet der er en almen dimension i oplevelsen.
Oplevelse og erfaring spiller også en afgørende rolle inden for den senere eksistentielle fænomenologi hos filosoffer som Martin Heidegger, Maurice Merleau-Ponty og Jean-Paul Sartre. Her får oplevelsesdimensionen dog samtidig en dybere betydning. Det handler ikke kun om subjektiv bevidsthed, men om den grundlæggende måde, hvorpå individer engagerer sig i verden og konfronterer spørgsmålene om tilværelsen. Oplevelse handler i denne sammenhæng om at kæmpe med tilværelsens realiteter, konfrontere usikkerheder, træffe valg og finde mening i sin egen eksistens. Det handler om det levede, legemliggjorte møde med verden og om menneskets søgen efter autentisk forståelse, relationer og selvbevidsthed.
For den politiske filosof Hannah Arendt måtte det politiske også tage udgangspunkt i menneskets oplevelse i verden. For hende var det kun på den måde, totalitarisme kunne undgås, og man kunne sige noget universelt om, hvad det vil sige at være et menneske. I Hannah Arendts politiske filosofi spiller oplevelse således en afgørende rolle for at kunne forstå mennesket som et unikt politisk individ og skabe et demokratisk fællesskab. Hun understreger vigtigheden af aktiv deltagelse og engagement i det offentlige liv som en måde for enkeltpersoner at få ægte politisk erfaring. Arendt mente, at mennesker gennem aktiv involvering i det offentlige liv kunne udvikle deres evner til dømmekraft, moralsk forståelse og politisk handling. Dette engagement i fælles politiske aktiviteter bidrager til dannelsen af et levende og ansvarligt politisk fællesskab. For Arendt er oplevelse et afgørende element i at dyrke ansvarligt medborgerskab og skabe en meningsfuld forbindelse mellem individer og den politiske verden.
Hartmut Rosas teori om resonans koncentrerer sig omkring begrebet et "godt liv" i en moderne verden, som er præget af hurtige sociale forandringer og acceleration. Efter hans opfattelse er det afgørende at opleve resonans for at opnå en følelse af velvære og sammenhæng i denne sammenhæng. Resonans refererer ifølge Rosa til oplevelser, hvor et individ føler en dyb og meningsfuld forbindelse med verden omkring sig. Oplevelse spiller således en central rolle i Hartmut Rosas resonansteori ved at tilbyde individer øjeblikke af dyb forbindelse med deres omgivelser, hvilket bidrager til deres overordnede følelse af velvære og et "godt liv" i en verden i hastig forandring.
Begrebet oplevelse har desuden fået en særlig rolle inden for kvalitativ forskning. Visse videnskabelige forskningsmetoder inden for især sundheds- og samfundsvidenskab lægger således vægt på at udforske menneskers oplevelser og meningsskabelse.
| - De omtalte filosoffer - Edmund Husserl, 1910'erne - Martin Heidegger, 1960 - Maurice Merleau-Ponty, før 1961 - Jean Paul Sartre, 1965 - Hannah Arendt, 1975 |